# كة كمر (مرند)
كة كمر هي قرية في مقاطعة مرند، إيران. عدد سكان هذه القرية هو 861 في سنة 2006.